# Fußzettel

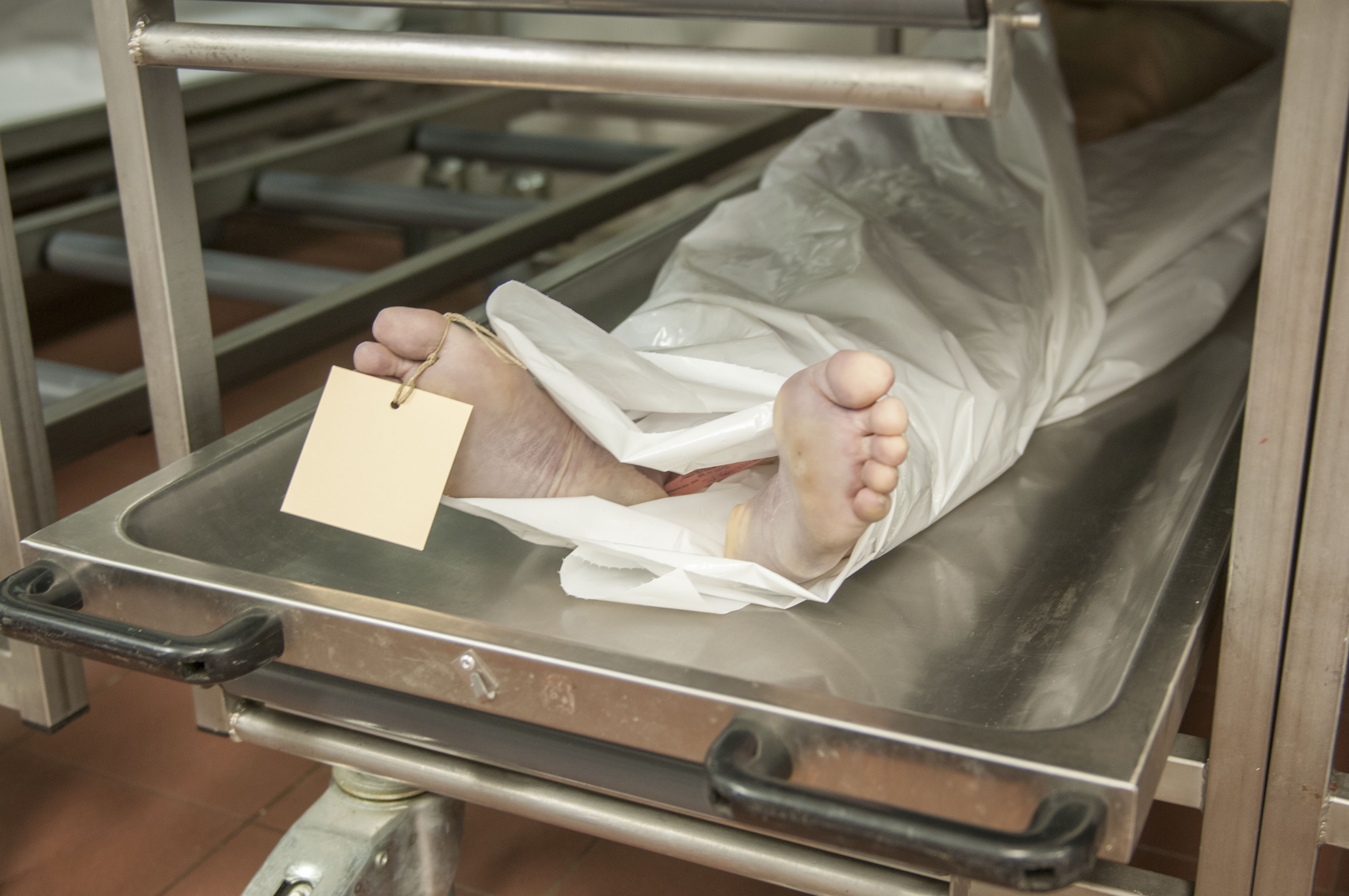
Ein Fußzettel an einer verstorbenen Person im Leichenschauhaus der Charité.

Ein Fußzettel, auch Leichenzettel (engl. toe tag) ist ein Kartonstück am großen Zeh eines Verstorbenen in einem Leichenschauhaus oder Krematorium, welches dem Pathologen und dem Bestatter die verwechslungssichere Identifizierung der Leiche im Rahmen einer Obduktion und Bestattung ermöglicht. Damit dient es der Qualitätssicherung in der Medizin.
In Anlehnung an die gesetzliche Verpflichtung der Gemeinden, als Träger von Friedhöfen und Feuerbestattungsanlagen ein Bestattungsbuch zu führen, ist auch in Instituten für Pathologie die Einrichtung eines so genannten Sterberegisters üblich. Hier werden alle im Krankenhaus oder Altenheim Verstorbenen eingetragen, die vorübergehend in Gewahrsam der Pathologie waren und an die zuständigen Bestatter übergeben wurden. Im Einzelnen können das Geburtsdatum, das Sterbedatum und die Sterbeuhrzeit sowie die ausgebende Station und der Name des Überbringers registriert werden.
Aufgrund von Hygienebedenken werden Fußzettel im englischsprachigen Raum nicht mehr angewendet und durch Handgelenk- oder Knöchelbänder mit derselben Funktion ersetzt.